# Дън (окръг, Северна Дакота)
Вижте пояснителната страница за други значения на Дън.
Окръг Дън (на английски: Dunn County) е окръг в щата Северна Дакота, Съединени американски щати. Площта му е 5392 km², а населението - 4289 души (2017). Административен център е град Манинг.